# Warin
Die Landstadt Warin liegt im Osten des Landkreises Nordwestmecklenburg in Mecklenburg-Vorpommern (Deutschland). Sie gehört zum Amt Neukloster-Warin mit Sitz in Neukloster. Der Ort ist Teil der Metropolregion Hamburg und für seine Umgebung ein Grundzentrum.

## Geografie

### Geografische Lage
Die Stadt Warin befindet sich etwa 23 Kilometer südöstlich von Wismar. Sie ist umgeben von einer vielfältigen Naturlandschaft. Warin liegt am Nordrand der während der letzten Eiszeit entstandenen Sternberger Seenlandschaft, eingebettet zwischen dem Großen Wariner See und dem Glammsee. Beide Seen verbindet im Stadtgebiet der Mühlengraben. Bei den Ortsteilen Klein und Groß Labenz befindet sich der Groß Labenzer See.
Warin liegt im Naturpark Sternberger Seenland, der sich von Neukloster im Norden über Sternberg bis nach Pinnow im Süden erstreckt. Im östlichen Gemeindegebiet von Warin bei Laase liegt das Naturschutzgebiet Rothenmoorsche Sumpfwiese. Zu den Erhöhungen der Gegend zählen die Schanzenberge.

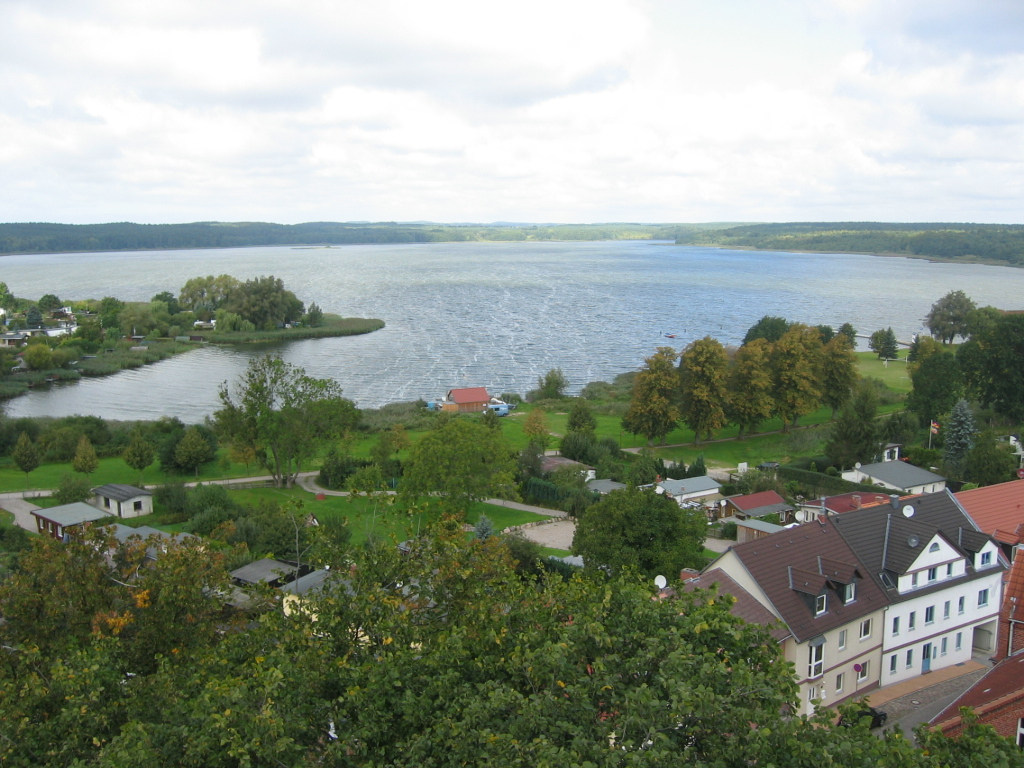
Großer Wariner See, von der Stadtkirche aus
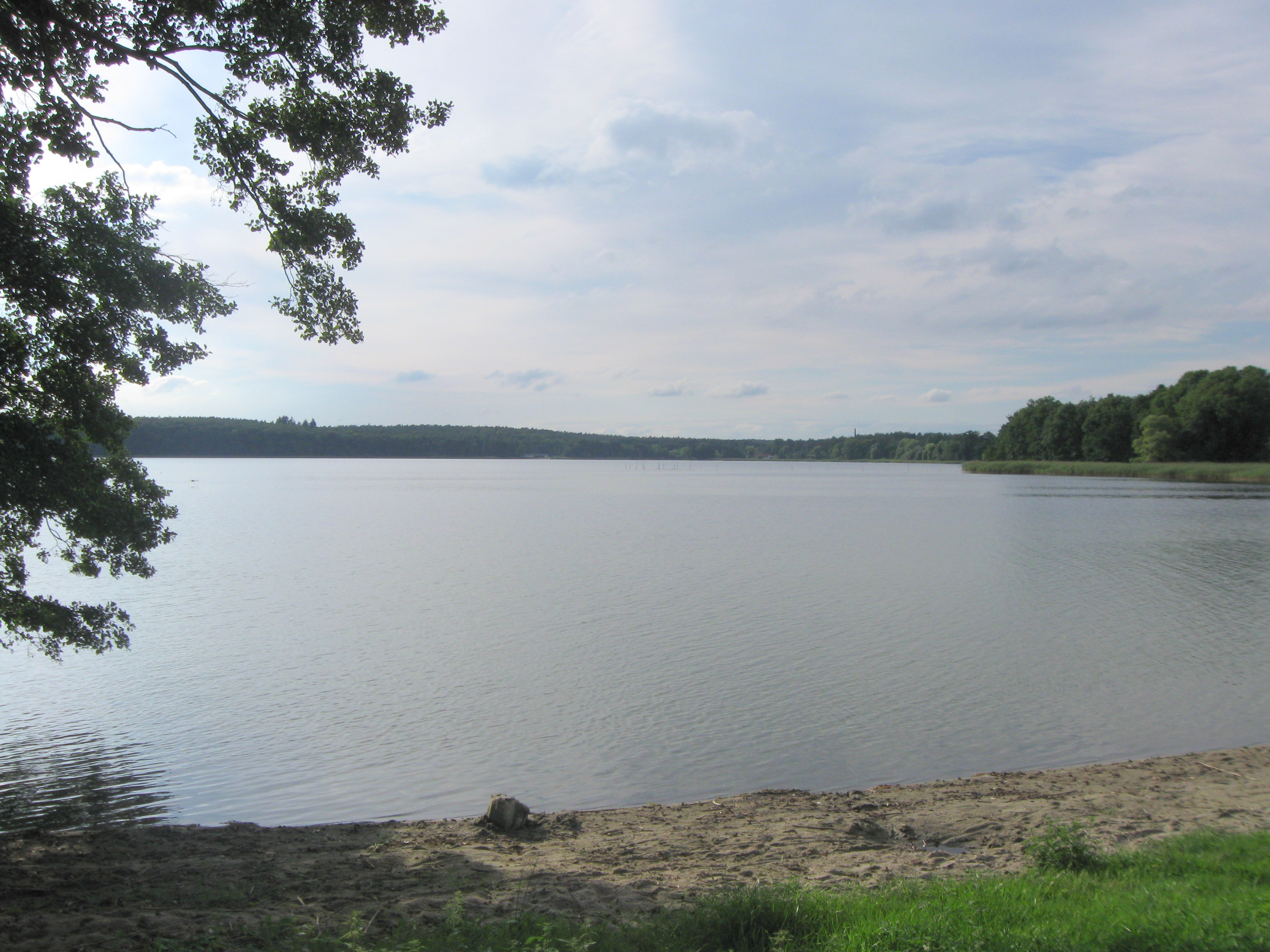
Südufer vom Groß Labenzer See
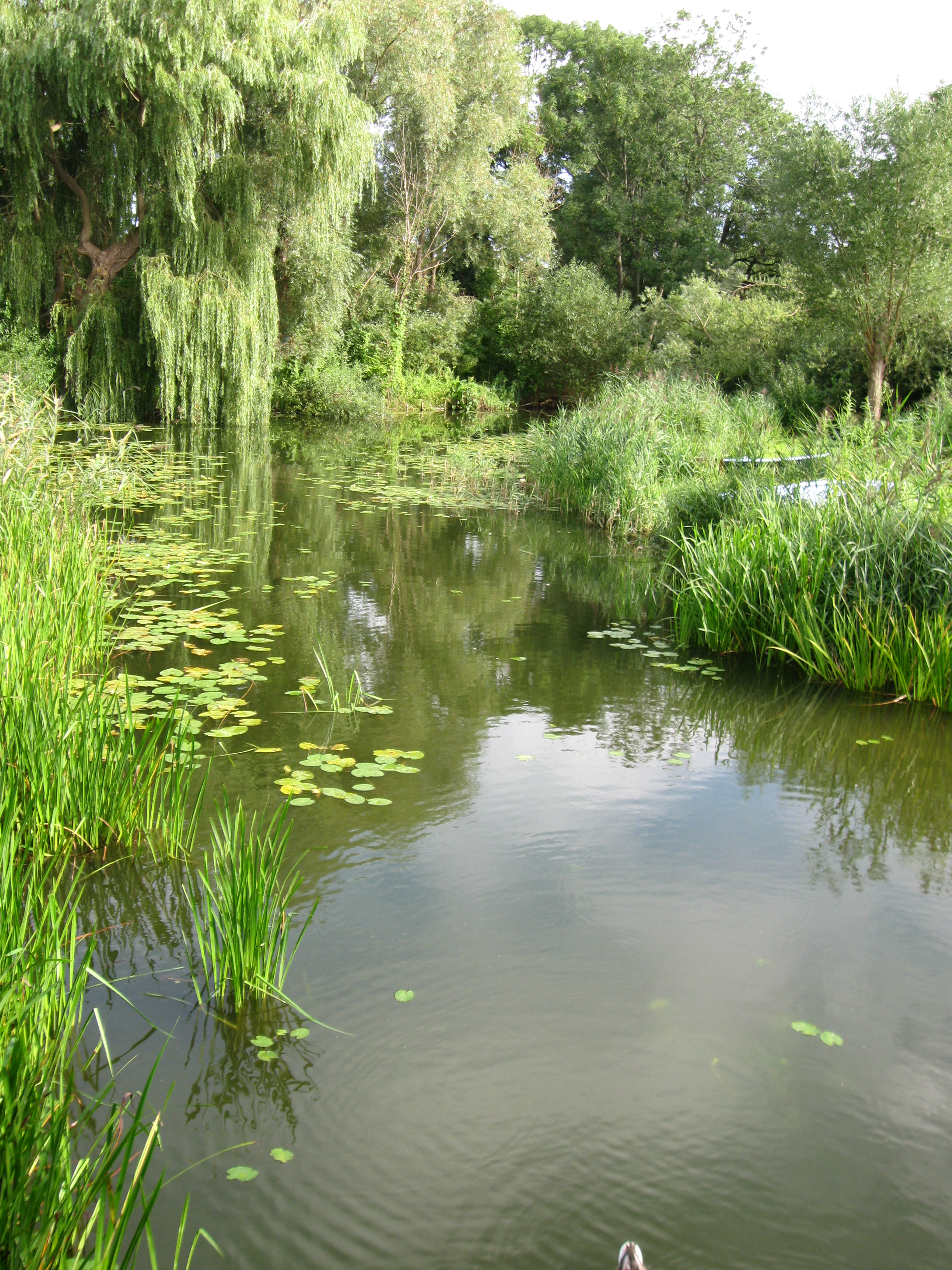
Mühlengraben
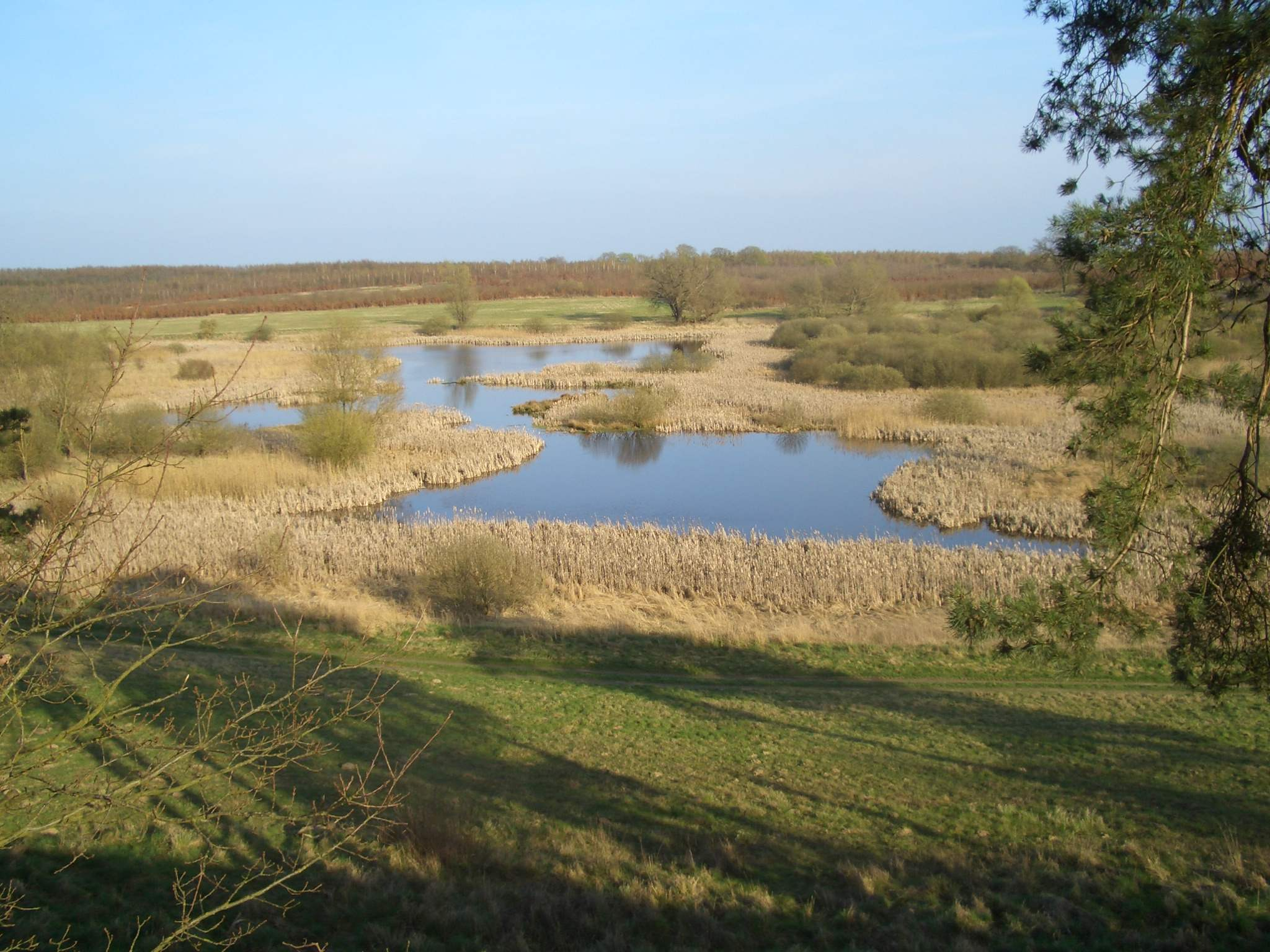
Naturschutzgebiet Rothenmoorsche Sumpfwiese
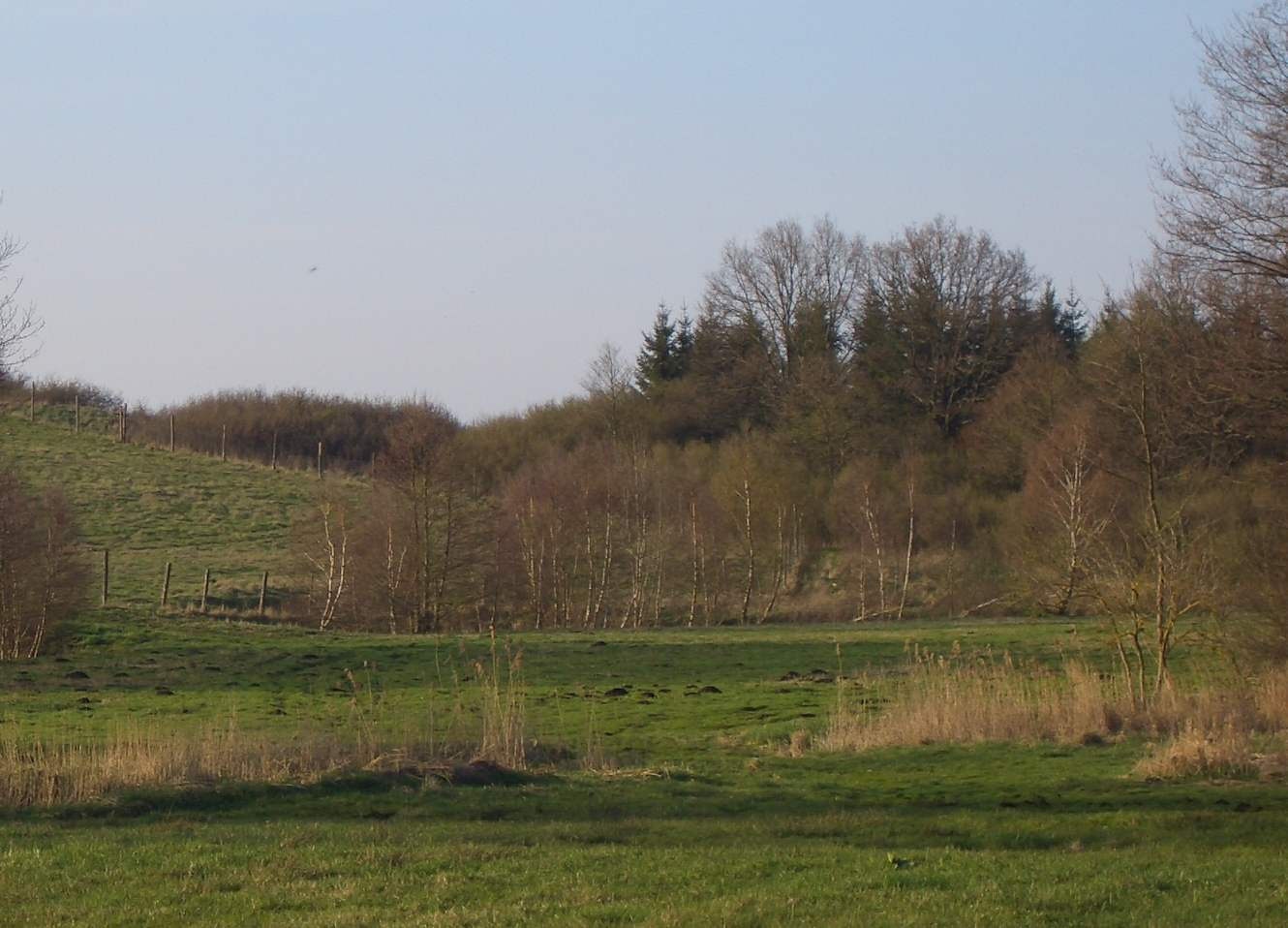
Schanzenberge

### Stadtgliederung
Zu Warin gehören die Ortsteile Allwardtshof, Graupenmühle, Groß Labenz, Klein Labenz, Mankmoos, Pennewitt und Wilhelmshof.

## Geschichte

### Vom 12. Jahrhundert bis heute
Der Großdolmen von Mankmoos, der Urdolmen von Mankmoos, der Großdolmen Groß Labenz 1 und ein Großsteingrab im rechteckigen Hünenbett sind die ältesten Relikte im Stadtgebiet.
1178 wurde der Name Warin erstmals urkundlich erwähnt. 1229 begann der Bischof von Schwerin mit dem Bau einer „Sommerresidenz“, vier Jahre später erwähnte Bischof Brunward Warin erstmals als Kirchdorf. Die durch Bischof Hermann I. von Schladen 1263 begründete Bischofsburg wurde 1284 „als im Bau befindlich“ erwähnt. Die unter dem Schutz der Burg entstandene Siedlung besaß bereits 1306 einen Rat, war also eine Stadt. Das genaue Datum der Verleihung des Stadtrechtes ist jedoch nicht nachweisbar. Die Bischofsburg wurde Pfingsten 1322 teilweise zerstört, der Bischofssitz verpfändet. Erst unter Bischof Friedrich II. von Bülow konnte nach 1366 der Bischofssitz wieder eingelöst und die Burg instand gesetzt werden. Unter Bischof Nicolaus Böddeker wurde die Burg 1447/48 grundlegend restauriert und erweitert.

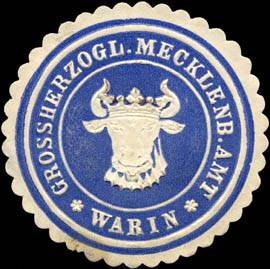
Historische Siegelmarke

Bis zum Beginn des Dreißigjährigen Krieges stieg die Einwohnerzahl auf 250. 1628 besetzten dänische Truppen Warin, von 1634 bis 1635 schwedische Dragoner unter Oberstleutnant Osterling. 1636 brannte ein Großteil der Stadt ab. Am Ende des Dreißigjährigen Krieges hatte Warin noch 45 Bürger.

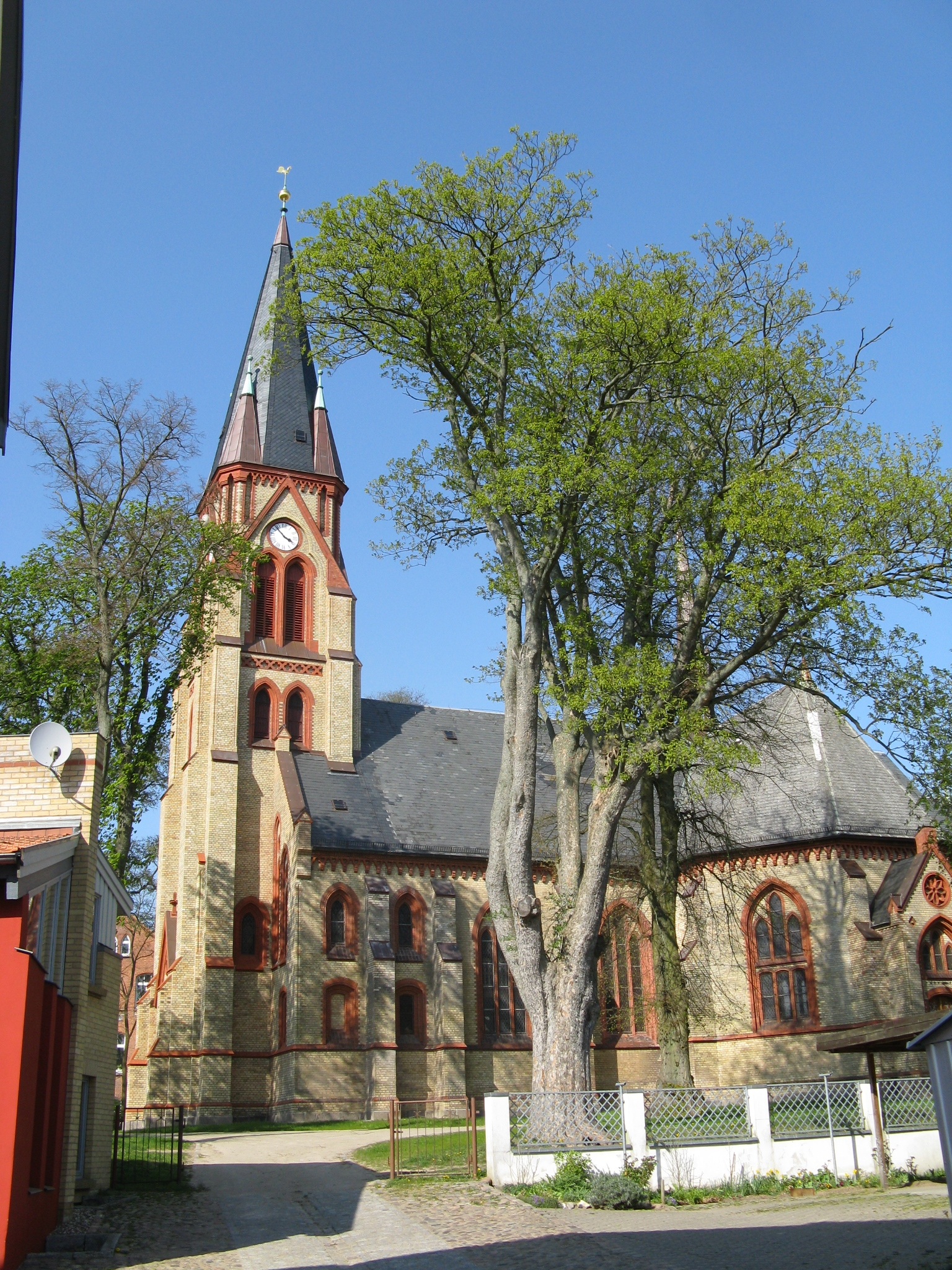
Stiftskirche

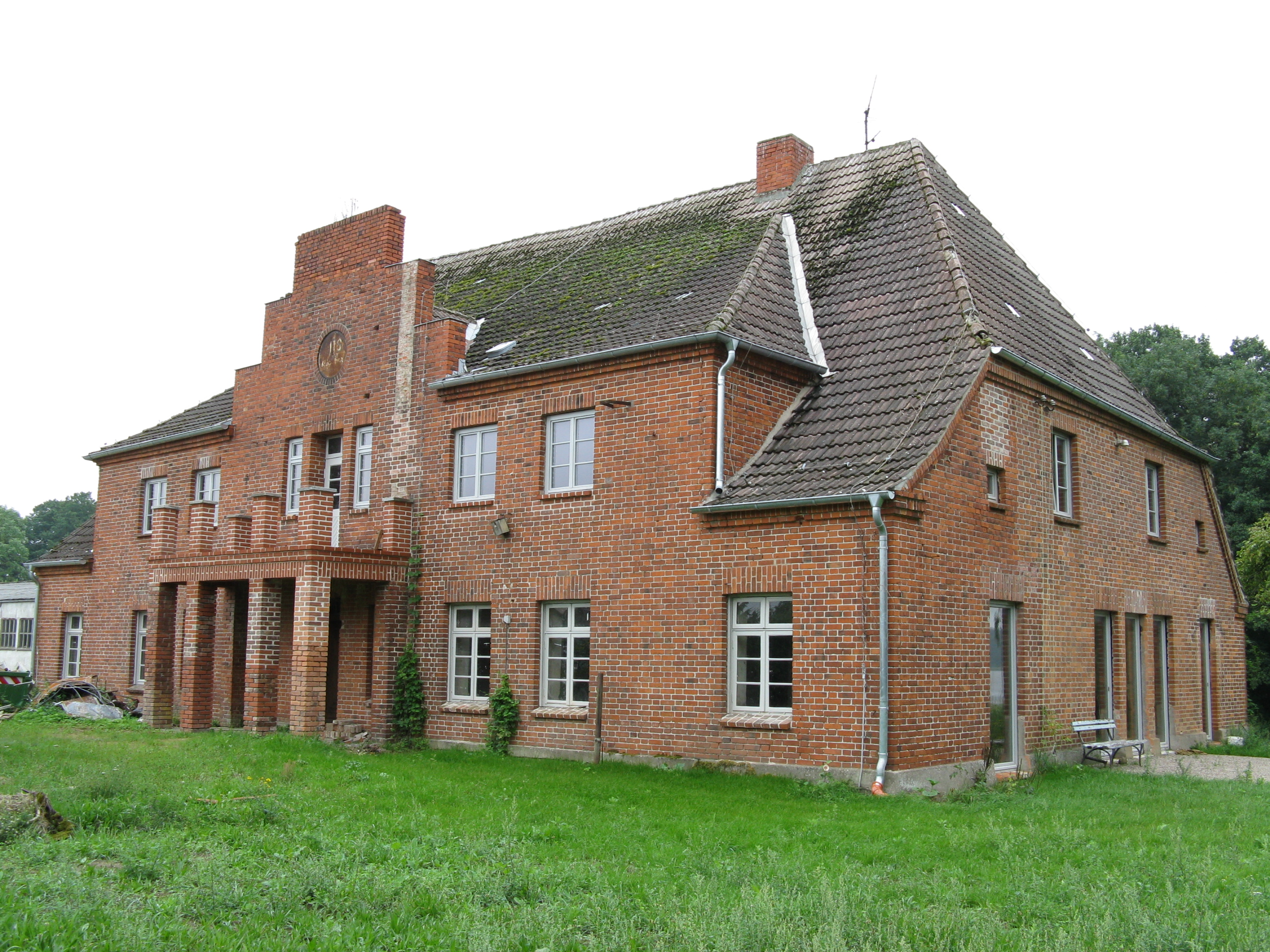
Gutshaus in Klein Labenz während der Sanierung, 2010

1648 kamen die Orte Warin und Bibow zum mecklenburgischen Herzogtum. Ein zweiter Großbrand vernichtete 1773 große Teile der Stadt. Von 1833 bis 1926 war Warin der Sitz des Amtes Warin, Neukloster, Sternberg und Tempzin. Auch das 1803 leihweise an Mecklenburg zurückgegebene Wismar wurde zeitweise von hier aus verwaltet. Die Bischofsburg wurde 1838 abgebrochen, die Burgkeller blieben erhalten. An der Stelle der Burg entstand die großherzogliche Landdrostei als Verwaltungssitz.

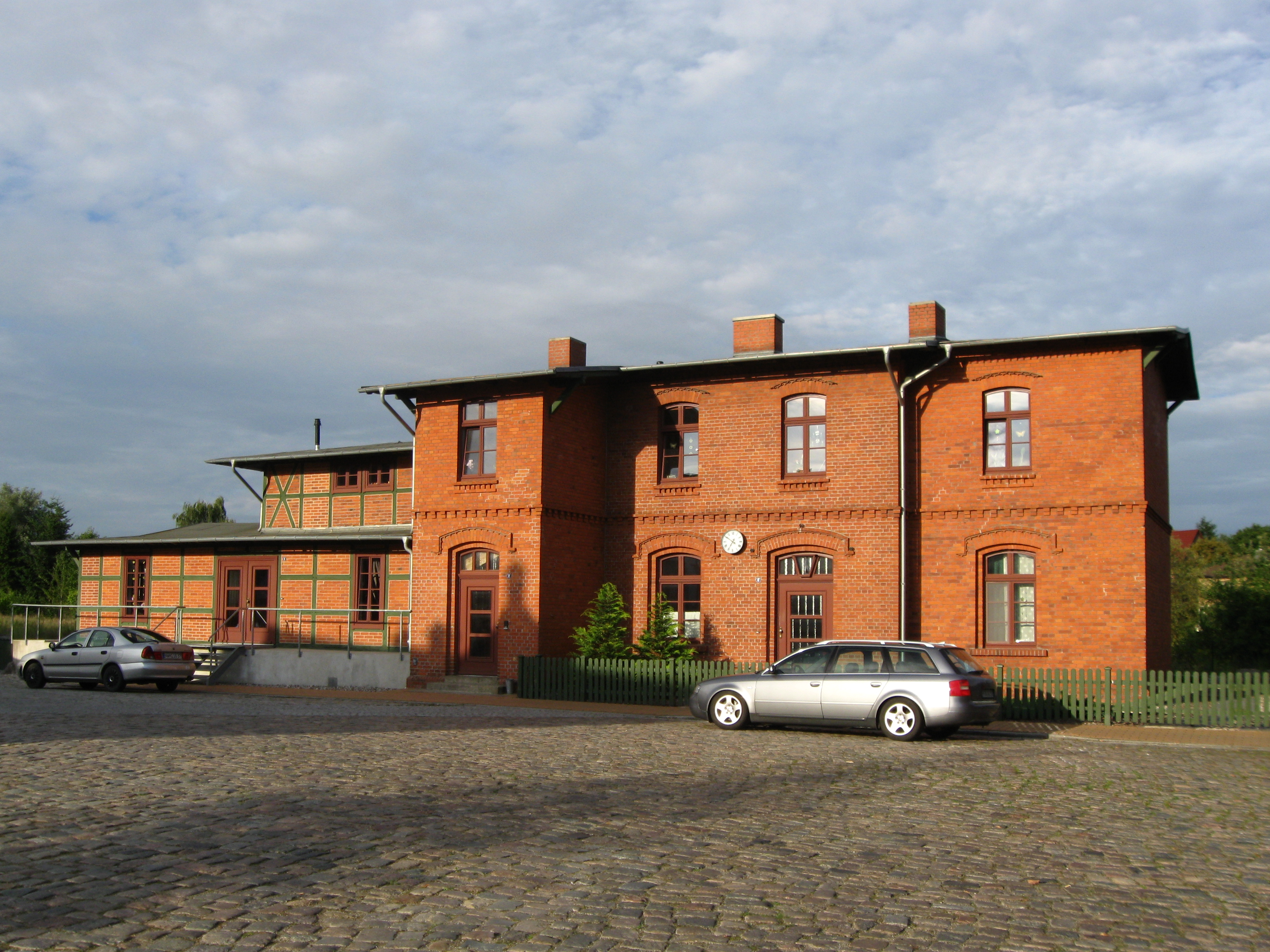
Ehemaliger Bahnhof Warin

Warin war ab 1851 Landstadt in Mecklenburg und als solche eine der Städte im Mecklenburgischen Kreis. Sie war bis 1918 auf mecklenburgischen Landtagen der 1523 vereinten Stände gleichberechtigt vertreten. Am 17. August 1869 wurde die Freiwillige Feuerwehr Warin gegründet. Sie ist damit eine der ältesten Feuerwehren in Mecklenburg-Vorpommern. 1878 fand die Weihe der neugotischen Stiftskirche statt. Von 1879 bis 1952 bestand das Amtsgericht Warin. 1887 erhielt Warin einen Bahnanschluss an die Strecke Wismar–Karow.
Das Elektrizitätswerk lieferte 1906 der Mühle erstmals Strom, 1932 wurde die ehemalige Landdrostei zur Reichsbauernschule. Die Mecklenburgische Bauernhochschule in Warin bildete bis 1945 Fachkräfte für die Landwirtschaft aus. Der Hochschule angegliedert war die Webschule Warin, in ihr wurden traditionelle Mecklenburger Trachten, Textilien und Tücher gewebt. Der Park am Hochschulgebäude, Altes Amtsgehöft genannt, wurde 1933 zu einem Naturdenkmal erklärt.
In der Zeit des Nationalsozialismus wurden jüdische Bürger des Ortes verfolgt und ermordet. Der jüdische Friedhof wurde beim Novemberpogrom 1938 verwüstet, die Reste nach 1945 abgeräumt, im Jahr 1961 mit einem Gedenkstein an ihn erinnert. 1940 nahm die Stadt eine größere Zahl baltendeutscher Umsiedler aus Lettland auf, zur Unterbringung wurde für die Umsiedler aus Libau und Niederbartau ein „Lettenhaus“ am Mühlgraben geschaffen. Einem Teil der Umsiedler wurden Kleinbauernstellen in der Umgebung angeboten.
Am 3. Mai 1945 besetzte die Rote Armee Warin. Kurz danach fanden im Schloss Hasenwinkel Vorgespräche zur Potsdamer Konferenz statt.  Auf dem Terrain der Bauernhochschule entstand 1948 das Kreiskrankenhaus. Ab 1960 fanden die Kollektivierungen in Landwirtschaft und Handwerk statt, 1962 wurden Wohnblocks am Fritz-Reuter-Platz errichtet. 1983 feierte Warin sein 750-jähriges Bestehen. Im Mai 1990 fanden freie Wahlen zur Gemeindevertretung statt.
Nach der Wiedervereinigung wurden rasch neue Infrastruktureinrichtungen geschaffen. Bereits 1992 entstanden ein Alten- und Pflegeheim sowie eine neue Kläranlage, 1993 wurde der Gewerbepark am Ziegelberg übergeben. Das Matratzenwerk fand einen neuen Eigentümer. Warin verlor aber auch wichtige Infrastruktur: das Kreiskrankenhaus wurde geschlossen, ein neuer privater Investor nicht gefunden.
Von 1952 bis 1994 gehörte Warin zum Kreis Sternberg (bis 1990 im DDR-Bezirk Schwerin, 1990–1994 im Land Mecklenburg-Vorpommern). Seit 1994 liegt die Stadt im Landkreis Nordwestmecklenburg.

### Eingemeindungen
Mankmoos wurde am 1. September 1973 eingemeindet. Groß Labenz kam am 1. Januar 2004 hinzu.

### Ortsteile
- Allwardtshof, nach dem Mühlenbesitzer Allwardt benanntes „Gehöft“[8]
- Groß Labenz, einstigstes Gutsdorf,[9] u. a. der briefadeligen Familie von Langen-Üselitz
- Klein Labenz, Dorf mit einem ehemaligen 397 ha großem Gut[10]
- Mankmoos, Ortschaft mit vormals mehreren landwirtschaftlichen Betrieben, bereits 1171 ersterwähnt[11]
- Pennewitt, Dorf mit einstmals sechs amtlich aufgeführten Höfen, Ortsgründung geht ursächlich auf eine jungslawische Siedlung zurück[12]
- Wilhelmshof,[13] Ort mit dem einstigen Gut der Familie Heinemann

## Bevölkerung
| Jahr | Einwohner |
| ---- | --------- |
| 1990 | 3691      |
| 1995 | 3907      |
| 2000 | 3699      |
| 2005 | 3736      |
| 2010 | 3524      |
| 2015 | 3275      |

| Jahr | Einwohner |
| ---- | --------- |
| 2020 | 3239      |
| 2021 | 3191      |
| 2022 | 3195      |
| 2023 | 3271      |

Stand: 31. Dezember des jeweiligen Jahres

## Politik

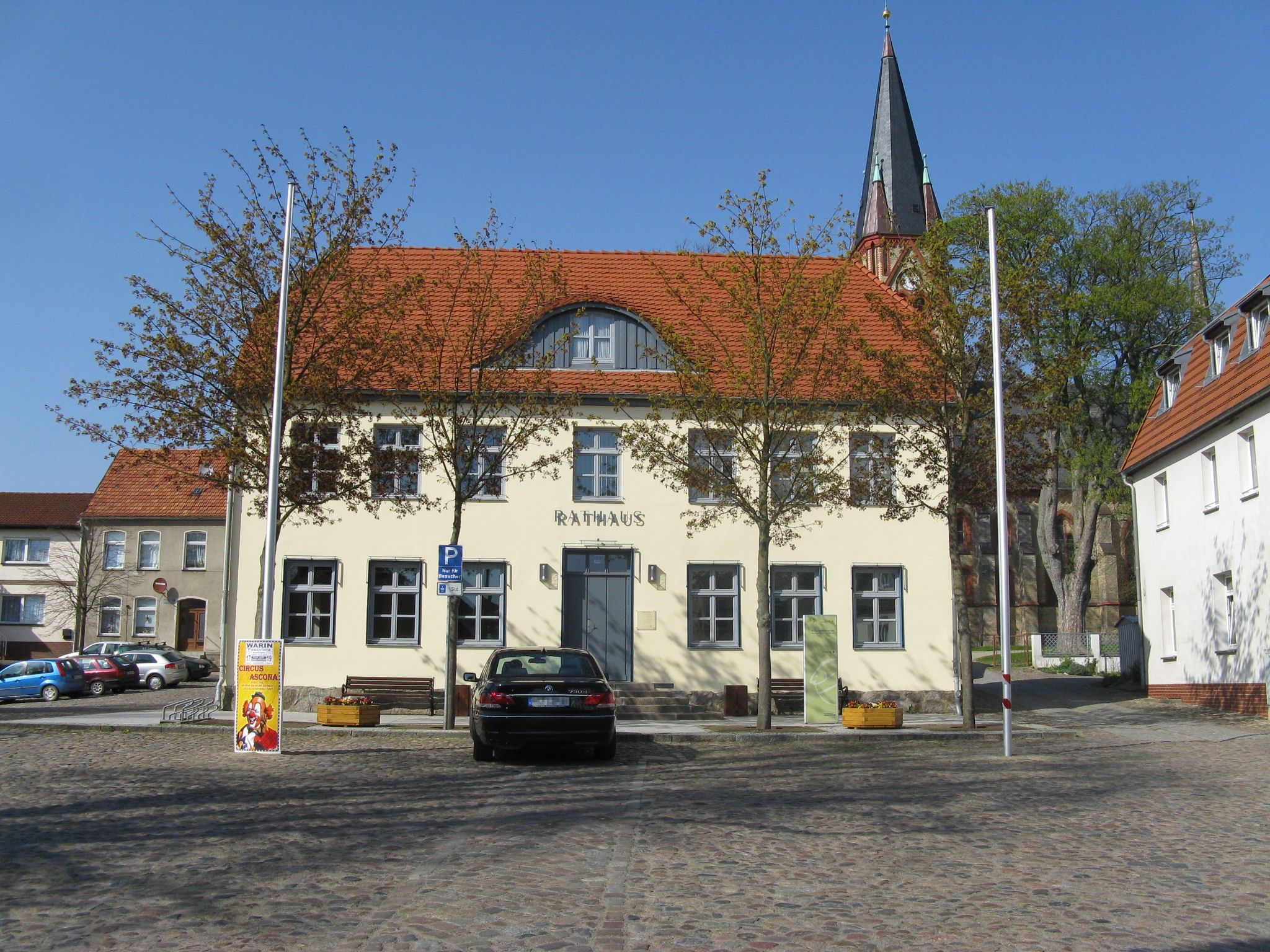
Rathaus und Naturparkzentrum

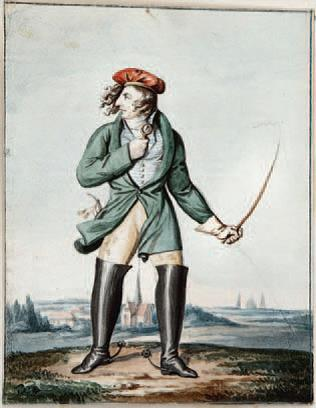
Christian Wilhelm Conrad Telschow (1798–1874), einstiger Wariner Bürgermeister, Darstellung um 1820 (Staatliches Museum Schwerin)

### Stadtvertretung
Die Stadtvertretung von Warin besteht aus 14 Mitgliedern. Die Kommunalwahl am 9. Juni 2024 führte bei einer Wahlbeteiligung von 67,5 % zu folgendem Ergebnis:
| Partei / Wählergruppe              | Stimmenanteil 2019 | Sitze 2019 |  | Stimmenanteil 2024 | Sitze 2024 |
| ---------------------------------- | ------------------ | ---------- |  | ------------------ | ---------- |
| Bürgerunion Wariner Seenland (BWS) | –                  | –          |  | 40,0 %             | 6          |
| Gemeinsam Warin gestalten (GWG)    | 38,0 %             | 5          |  | 35,2 %             | 5          |
| Wir Wollen Warin (WWW)             | –                  | –          |  | 11,9 %             | 2          |
| Zukunft Warin Ortsteile (ZWO)      | 18,1 %             | 3          |  | 11,1 %             | 1          |
| Einzelbewerber Daniel Merkel       | –                  | –          |  | 01,9 %             | –          |
| CDU                                | 33,4 %             | 5          |  | –                  | –          |
| Für Warin                          | 10,5 %             | 1          |  | –                  | –          |
| Insgesamt                          | 100 %              | 14         |  | 100 %              | 14         |

### Bürgermeister
- 2009–2019: Michael Ankermann (CDU)
- seit 2019: Björn Griese (Gemeinsam Warin Gestalten)

Griese wurde in der Bürgermeisterstichwahl am 16. Juni 2019 mit 62,1 % der gültigen Stimmen gewählt. Er wurde bei der Bürgermeisterstichwahl am 23. Juni 2024 mit 51,1 % der gültigen Stimmen in seinem Amt bestätigt. Seine Amtsdauer beträgt fünf Jahre.

### Wappen
| Wappen der Stadt Warin | Blasonierung: „In Rot zwei schräg gekreuzte silberne Bischofsstäbe mit abgewendeten goldenen Krümmen.“ |
| Wappen der Stadt Warin | Wappenbegründung: Das Wappen ist in Anlehnung an das Siegelbild des SIGILLVM OPPIDI WARIN – als Abdruck 1584 überliefert – gestaltet und in der jetzigen Form im April 1858 festgelegt worden. Die Bischofsstäbe verweisen als Würdezeichen auf den Bischof von Schwerin als Stifter und einstigen Grundherrn der Stadt bis zur Säkularisation. Das Wappen wurde am 10. April 1858 von Großherzog Friedrich Franz II. von Mecklenburg-Schwerin festgelegt, 1998 neu gezeichnet und unter der Nr. 170 der Wappenrolle des Landes Mecklenburg-Vorpommern registriert. |

Historisches Stadtwappen
| Wappen der Stadt Warin 1940–1945 | Blasonierung: „In Grün eine aus dem Unterrand hervorkommende goldene Odal-Rune.“ |
| Wappen der Stadt Warin 1940–1945 | Wappenbegründung: Das Wappen verlor schon bald nach dem Ende des II. Weltkrieges seine Gültigkeit. Das Wappen wurde von Hans Herbert Schweitzer gestaltet. Es wurde am 14. September 1940 durch den Reichsstatthalter in Mecklenburg verliehen. |

### Flagge
Die Flagge wurde von dem Schweriner Heraldiker Heinz Kippnick gestaltet und am 19. November 2004 durch das Ministerium des Innern genehmigt.
Die Flagge ist quer zur Längsachse des Flaggentuchs von Rot, Gelb und Rot gestreift. Die roten Streifen nehmen je ein Viertel, der gelbe Streifen nimmt die Hälfte der Länge des Flaggentuchs ein. In der Mitte des gelben Streifens liegt das Stadtwappen, das zwei Drittel der Höhe des Flaggentuchs einnimmt. Die Höhe des Flaggentuchs verhält sich zur Länge wie 3:5.

### Dienstsiegel
Das Dienstsiegel zeigt das Stadtwappen mit der Umschrift „STADT WARIN“.

### Partnerschaften
- Seit 1991 kommunale Patenschaft mit Aukrug in Schleswig-Holstein

## Sehenswürdigkeiten

### Bauwerke
- Neugotische Stiftskirche, von 1874 bis 1878 nach Entwürfen des Baurates Theodor Krüger an der Stelle der ersten 1233 errichteten Kirche
- Naturparkzentrum Sternberger Seenland im Rathaus
- Predigerwitwenhaus von 1733, ältestes Gebäude der Stadt
- Gutshaus Groß Labenz aus der Mitte des 19. Jahrhunderts

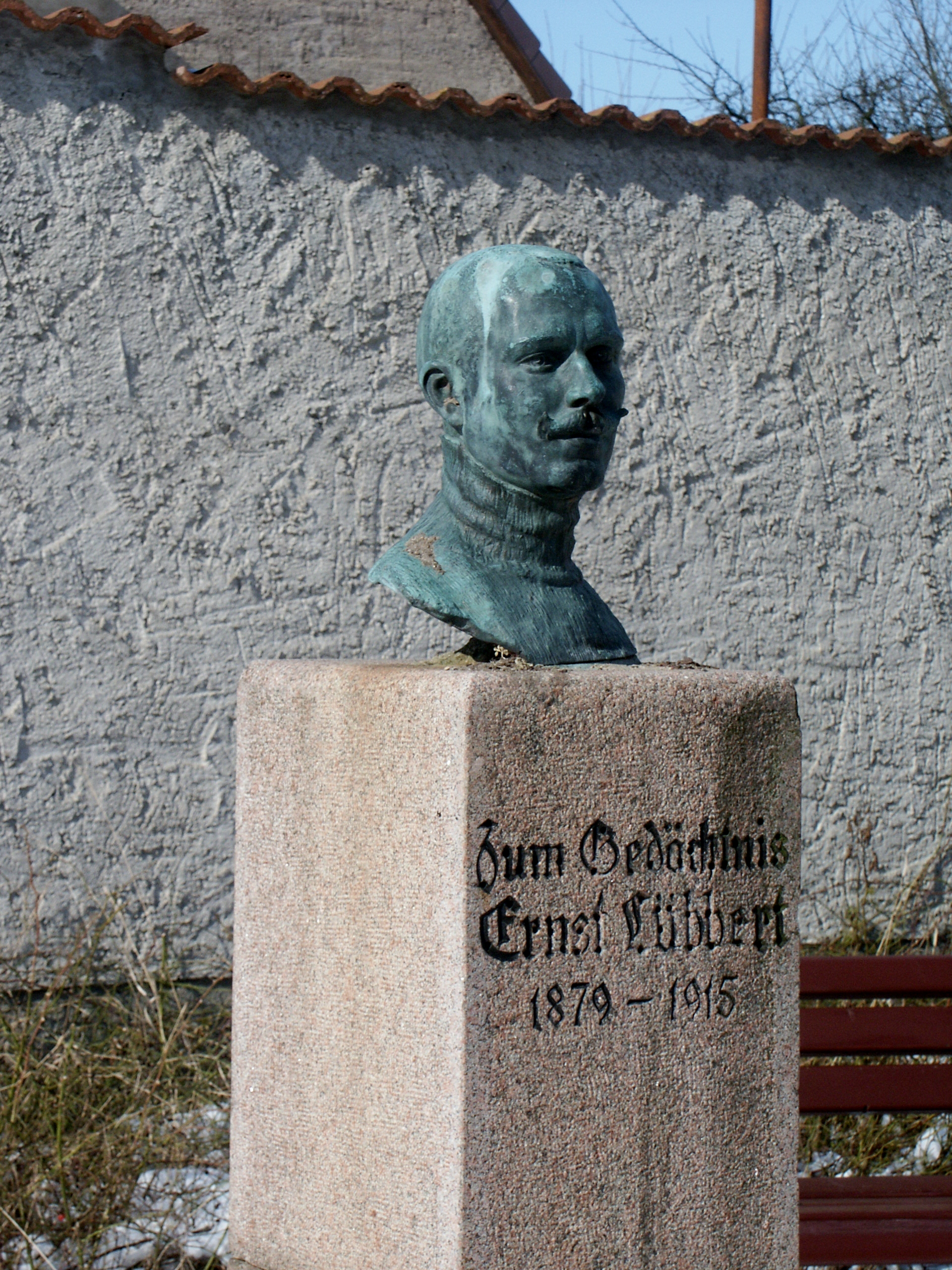
Denkmal für Ernst Lübbert (Bildhauer Ferdinand von Miller)

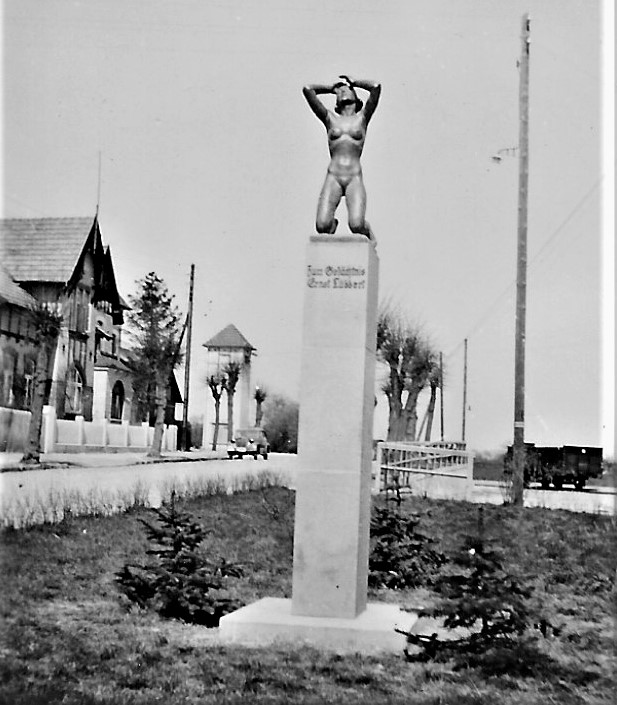
Ehemaliges Ernst-Lübbert-Denkmal von Erich Schmidt-Kestner (enthüllt 29. August 1935); zu Rüstungszwecken 1943 eingeschmolzen

### Denkmäler, Gräber und Gedenkstätten
- Urdolmen von Mankmoos, Großsteingrab
- Hünengrab von Pennewitt
- Ehemaliges Ernst Lübbert-Denkmal am Bahnhofsvorplatz Warin (Figur infolge des II.WK 1943 entfernt)
- Denkmal für den in Warin geborenen Maler und Illustrator Ernst Lübbert
- Ehrengrab auf dem Friedhof mit Gedenkstein zur Erinnerung an den Kommunisten Johann Schulz, der 1945 an den Folgen seiner KZ-Haft in Dreibergen-Bützow verstarb
- Ehrengrab der jüdischen Familie Wolff-Stapelmann, die dem Holocaust zum Opfer fiel
- Gedenkstätte mit Gedenkstein zur Erinnerung an den jüdischen Friedhof im Ortsteil Waldheim vor der Ausfahrt nach Ventschow (von 1963)

### Natur
- Sternberger Seenland
- Historischer Rundgang um den Glammsee mit Schautafeln und Aussichtsturm (Blick über den Glammsee)
- Prinzessinenschlucht
- Radebachtal

## Wirtschaft und Infrastruktur
Wirtschaftlich ist für Warin der Tourismus von großer Bedeutung. Die staatliche Anerkennung als Erholungsort wird angestrebt.
Verkehr
Warin liegt an der Bundesstraße B 192 zwischen Wismar und Brüel sowie an der Landesstraße L 31 nach Bad Kleinen. Die nächsten Autobahnanschlussstellen sind Jesendorf an der A 14 (Wismar–Schwerin) und Zurow an der A 20 (Lübeck–Rostock).
Der nächstgelegene Bahnhof ist Blankenberg (Meckl) (vier Kilometer südlich der Stadt) an der Bahnstrecke Bad Kleinen–Rostock. Er wird von den Regionalexpresslinien RE 1 (Hamburg–Rostock) und RE 4 (Lübeck–Szczecin) bedient. Der Bahnhof Warin lag an der Bahnstrecke Wismar–Karow. 1998 wurde der Personenverkehr eingestellt.

## Persönlichkeiten

### Söhne und Töchter der Stadt
- Hermann von Suckow (1792–1872), preußischer General
- August Cords (1859–1919), Reeder
- Ernst Lübbert (1879–1915), Maler und Illustrator
- Georg Hansen (1881–1965), plattdeutscher Mundartdichter, Töpfermeister in Warin[23]
- Hans Kölzow (1901–1969), Bauingenieur und SS-Führer
- Heinrich Handorf (1925–2022), Architekt
- Karl Köpke (* 1927), ehemaliger Oberst und Abteilungsleiter des Ministeriums für Staatssicherheit (MfS)
- Rainer Sabelleck (* 1953), Historiker
- Hanno Krause (* 1964), deutscher Politiker (CDU), Bürgermeister von Kaltenkirchen
- Jörg Rettig (* 1964), Segler
- Heiko Kleve (* 1969), Sozialwissenschaftler

### Mit Warin verbundene Persönlichkeiten
- Eberhard Buchwald (1886–1975), Physiker, lebte in Warin
- Josef Traeger (1923–1998), Pfarrer in Warin
- Jürgen Gundlach (1926–2014), Philologe, in Warin beigesetzt
- Heike Polzin (* 1955), Politikerin (SPD), Lehrerin in Warin und von 2008 bis 2016 Finanzministerin des Landes Mecklenburg-Vorpommerns